# Zweireihen-Saftkugler
Der Zweireihen-Saftkugler (Glomeris pustulata) ist eine Art der zu den Doppelfüßern gehörenden Saftkugler und im zentralen Europa beheimatet.

## Merkmale
Die Körperlänge beträgt 4–14 mm. Die Grundfarbe ist ein glänzendes tiefschwarz. Charakteristisch für die Art sind die zwei Reihen orangefarbener bis roter Flecken auf den Rückenschilden. Dadurch lässt sich die Art von den anderen mitteleuropäischen Saftkugler-Arten unterscheiden. Dabei ist das Collum (Kopfschild) unbefleckt, die seitlichen Flecken des Brustschildes (2. Segment) fast viereckig und die oberen schrägoval. Auf den Segmenten 4 bis 9 finden sich nur die oberen beiden Flecken, welche auf den mittleren Segmenten größer sind. Die Segmente 10 bis 12 sind meist ungefleckt. Die Hinterränder der Segmente sind schmal gelblich bis weißlich gesäumt, jedoch nicht so stark und deutlich wie bei Glomeris marginata.

## Verbreitung
Die Art ist zentral- bis osteuropäisch verbreitet. Sie besiedelt die Alpenregion mit dem Osten Frankreichs, der Schweiz, Österreich und Norditalien. Nördlich davon ist sie in Deutschland verbreitet. Östlich davon ist sie aus Polen (hier nur im Süden), Tschechien, Slowenien, Kroatien, der Slowakei und Ungarn bekannt.
In Deutschland hat die Art ihre nördliche Arealgrenze. Sie lebt hier verstreut in Baden-Württemberg, den Randgebieten von Bayern, Thüringen, Sachsen, Hessen und im Nordwesten von Rheinland-Pfalz, teilweise sehr nah an der Grenze zu Nordrhein-Westfalen, wo ebenfalls Vorkommen im Süden möglich wären. Ihre Verbreitung deckt sich weitestgehend mit der der Mittelgebirge. In Deutschland ist die Art nur selten zu finden, sie gilt dennoch als ungefährdet.

## Lebensraum
Bei Glomeris pustulata handelt es sich um eine typische Art kühl-feuchter Lebensräume im Hügel- und Bergland. Man findet sie anders als viele andere Glomeris-Arten meist in mehr oder weniger offenem steinigen Gelände. G. pustulata bevorzugt kalkreiche Böden. Vorkommen von G. pustulata finden sich beispielsweise in Niederwald, lichten Wäldern, engen und tief eingeschnittenen kühlen Bachtälern, kühl-feuchten Blockhalden, in denen sie im Sommer in kleinen Kammern unter Moospolstern vorkommt, an Waldrändern, auf Trockenrasen, in Gesteinsschutt oder Gebüschformationen. In Wäldern kann man die Art auch in morschen Stubben und unter Laub finden. Eine spezielle Habitatbindung ist nicht bekannt.

## Taxonomie
Die Art wurde 1781 von Johann Christian Fabricius unter dem Namen Oniscus pustulatus beschrieben. Damit ordnete er die Art einer völlig anderen Tiergruppe zu, da die von Carl von Linné 1758 aufgestellte Gattung Oniscus eine Gattung der Landasseln darstellt, zu der auch die Mauerassel gehört. Weitere Synonyme der Art lauten:
- Armadillo pustulatus (Fabricius, 1781)
- Glomeris postulata (Fabricius, 1781)
- Glomeris pustulatus (Fabricius, 1781)
- Gronovia pustulatus (Fabricius, 1781)
- Iulus pustulatus (Fabricius, 1781)
- Stenopleuromeris pustulatus (Fabricius, 1781)
- Stenopleuromeris pustulatus Latreille, 1804
- Glomeris rufoguttata C.L.Koch, 1844
- Glomeris albocincta C.L.Koch, 1847
- Glomeris concinna C.L.Koch, 1847
- Glomeris proximata C.L.Koch, 1847
- Glomeris subterranea C.L.Koch, 1847
- Glomeris sexpunctata Fedrizzi, 1876
- Glomeris guttulata Taschenberg, 1877
- Glomeris vodnatensis Verhoeff, 1926

Der Name Glomeris pustulata wurde 1830 von Karl Eduard Eichwald beschrieben.